# 黑澤朋世
黑澤朋世（日语：／ Kurosawa Tomoyo，1996年4月10日—），是日本埼玉縣出身的女性演員、聲優、歌手，事務所為東寶藝能。

## 人物
3岁就开始学习演技，2000年时作为东京儿童剧团的儿童演员开始参与电视剧、CM、舞台剧等的演出。2010年在《歡迎光臨宇宙秀》首次声优出道，而2012年在《Aikatsu！偶像活動！》获得常规性角色配音，中学二年级时退出剧团，2012年转入Mausu Promotion声优事务所后，主力发展声优事业。
2015年4月升入法政大學，2019年顺利毕业。
2018年，在第12届声优奖中获得主演女优赏。
2020年10月8日，事务所确认其2019新型冠状病毒检测阳性，当时其参与的舞台剧排练的其他人员也有感染。10月19日，事务所发表声明，黑泽朋世的情况已经符合出院要求，已经出院回家休养，视情况恢复工作，并会注意旗下工作人员的防护措施。
2021年8月1日，宣布從Mausu Promotion移籍到東寶藝能。
2023年6月8日通過推特宣佈已婚的訊息。

## 演出作品
※ 粗字是指主角或主要角色。

### 電視劇
- 葵 德川三代（2000年、NHK）市姬 役
- 醫界風雲 第10話（2003年、TBS）
- Attention Please（2006年、富士電視台）美咲洋子（少女期） 役
- 考試之神（2007年、日本電視台）
- 芝麻街

### 電影
- 筆子・その愛 -天使のピアノ-（2007年）石井幸子 役

### 舞台、音樂劇
- 奇跡之人
- Sound Horizon
  - Sound Horizon 6th Story Concert Moira - アルテミシア（幼少期） 役
  - Sound Horizon 7th Story Concert Märchen - 白雪姬 役
- 謎帶一寸德兵衛
- ネット
- まほろば - マオ 役
- Marie Antoinette
- 新·美空雲雀物語（2003年）加藤和枝 役 ※名義[13]
- Mozart！（2005年）アマデ 役
- BLACK BIRD（2009年）少女 役
- Grey Gardens（2009年）ジャクリーン・ブーヴィエ 役

### 電視動畫
2012年
- BLACK★ROCK SHOOTER（女學生B、女學生A、籃球隊隊員、女學生C、經理、同級生B）
- Aikatsu！偶像活動！（有栖川乙女）

2014年
- 黑色子彈（蒂娜·斯普萊特）
- 普通女高中生要做當地偶像（鶴木翼）
- 甘城輝煌樂園救世主（席爾菲）
- 結城友奈是勇者（犬吠埼樹）

2015年
- 偶像大師 灰姑娘女孩（赤城米莉亞）
- 終結的熾天使（君月未來）
- 吹響吧！上低音號（黃前久美子）
- 偶像大師 灰姑娘女孩 第2期（赤城米莉亞）
- 終結的熾天使 名古屋決戰篇（君月未來、鬼箱王）

2016年
- Active Raid－機動強襲室第八課－（Liko）
- 莉露莉露妖精～妖精之門～（奧蘿拉、コーン、しじみ）
- Ragna Strike Angels（姊守綾乃）
- 三者三葉（一柳日和）
- 月歌。THE ANIMATION（伊地崎麗奈）
- Active Raid－機動強襲室第八課－ 2nd（Liko）
- 吹響吧！上低音號2（黃前久美子）

2017年
- BanG Dream!（奧澤美咲）
- 偶像大師 灰姑娘女孩劇場（赤城米莉亞）
- 偶像時間星光樂園（嘉拉拉·斯·莉普）
- 櫻花任務（鈴木艾莉卡[14]）
- 戀愛與謊言（一條花月、廣播）
- 結城友奈是勇者 －勇者之章－（犬吠埼樹）
- 寶石之國（磷葉石）

2018年
- 甜心戰士 Universe
- 中間管理錄利根川（聲〈006〉）
- 飛龍女孩（貝崎名緒）
- BanG Dream! Girls Band Party!☆PICO（米歇爾／奧澤美咲）
- 茜色少女（土宮明日架[15]）
- 傀儡馬戲團（塔蘭妲·琍婕羅堤·橘[16]）

2019年
- BanG Dream! 2nd Season（米歇爾／奧澤美咲[17]）
- 消滅都市（涼子）
- 彼方的阿斯特拉（凱特麗·拉法埃利[18]）
- 騷亂時節的少女們。（本鄉一葉[19]）

2020年
- 淘氣貓2020：家有圓圓？！～我家的圓圓你知道嗎～（桶谷駒）
- BanG Dream! 3rd Season（米歇爾／奧澤美咲）
- 聆聽者（岑德·諾伊鮑登[20]）
- BanG Dream! Girls Band Party!☆PICO ～大份～（奧澤美咲）
- 惡棍DRIVE（一般人[21]／欺詐師）
- 鐵路浪漫譚（紅[22]）
- 魔女之旅（沙耶[23]）
- 咒術迴戰（高田）

2021年
- 搖曳露營△ SEASON2（土岐綾乃[24]）
- 碧藍航線 微速前進！（陸奧）
- 再見了，我的克拉默（周防堇）
- 結城友奈是勇者 啾嚕！（犬吠埼樹）
- MARS RED（明里）
- 美少年偵探團（長繩和菜）
- 緋紅結繫（遙·弗雷澤）
- ONE PIECE（烏爾蒂[25]）
- 百萬噸級武藏（神崎明日菜、アーシェム・ライア）
- 結城友奈是勇者 -大滿開之章-（犬吠埼樹）
- BanG Dream! Girls Band Party!☆PICO Fever!（米歇爾／奧澤美咲）

2022年
- 少女前線（P7）
- BanG Dream! 少女樂團派對！5週年紀念動畫 -CiRCLE THANKS PARTY!-（米歇爾／奧澤美咲）
- 武藏野！（荒神東）
- 天籟人偶（灰神樂[26]）
- 秋葉原冥途戰爭（Shiipon[27]）
- 明日方舟 黎明前奏（阿米婭[28]）

2023年
- TRIGUN STAMPEDE（威席·史坦畢特〈幼少期〉[29]）
- 天國大魔境（玖玖[30]）
- 躍動青春（岩倉美津未[31]）
- 偶像大師 灰姑娘女孩 U149（赤城米莉亞[32]）
- 魔法少女毀滅者（粉[33]）
- 不死少女的謀殺鬧劇（輪堂鴉夜[34]）
- 幻日夜羽 -鏡中暉光-（月[35]）
- 明日方舟 冬隱歸路（阿米婭[36]）
- 咒術迴戰（第2期）（高田）

2024年
- 金屬口紅（直美·奧德曼[37]）
- 明治擊劍－1874－（雛鶴[38]）
- 戰國妖狐（灼岩[39]）
- 葬送的芙莉蓮（艾黛爾）
- 搖曳露營△ SEASON3（土岐綾乃[40]）
- 吹響吧！上低音號3（黃前久美子[41]）
- 戰隊大失格（明林戀蓮[42]）

2025年
- 中年大叔轉生反派千金（屯田林日菜子[43]）
- 機動戰士Gundam GQuuuuuuX（天手讓葉〈瑪秋〉[44]）
- 靈異教師神眉（細川美樹[45]）
- 明日方舟 焰燼曙明（阿米婭[46]）
- Clevatess -魔獸之王與嬰兒與屍之勇者-（奈耶[47]）
- 數碼寶貝BEATBREAK（咲夜レーナ[48]）

### OVA
2023年
- 偶像大師 灰姑娘女孩 U149（赤城米莉亞）※Blu-ray第4卷收錄

### 劇場版動畫
2010年
- 歡迎光臨宇宙秀（小山夏紀）

2013年
- 魔法少女姐妹優優和寧寧

2014年
- 劇場版 偶像學園（有栖川乙女）

2016年
- 劇場版 吹響吧！上低音號～歡迎加入北宇治高中管樂團～（黄前久美子[49]）
- 偶像學園！～被盯上的魔法偶活卡～（有栖川乙女）
- POP IN Q（都久井沙紀[50]）

2017年
- 劇場版 吹響吧！上低音號～想傳達的旋律～（黄前久美子）

2018年
- 莉茲與青鳥（黄前久美子）

2019年
- Love Live! Sunshine!! 學園偶像電影～彩虹彼端～（渡边月）
- Code Geass 復活的魯路修（シャンティ）
- 劇場版 吹響吧！上低音號～誓言的終章～（黄前久美子）
- BanG Dream! FILM LIVE（米歇爾）
- 我的英雄學院劇場版：英雄新世紀（島乃真幌[51]）

2020年
- 蠟筆小新：激戰！塗鴉王國與差不多四勇者（祐真）

2021年
- 電影 再見了，我的克拉默 First Touch（周防堇）
- BanG Dream! FILM LIVE 2nd Stage（米歇爾）

2022年
- 劇場版 BanG Dream! Poppin'Dream!（奧澤美咲）
- 電影版 搖曳露營△（土岐綾乃）
- 偶像學園！ 10th STORY ～通往未來的STARWAY～（2022年版）（有栖川乙女）

2023年
- 特別篇 吹響吧！上低音號～合奏團競賽篇～（黃前久美子[52]）

2024年
- （タンネ[53]）
- 劇場版物怪 唐傘（朝[54]）

2025年
- 劇場版物怪 第二章 火鼠（朝[55]）

### 網路動畫
2017年
- 灰姑娘女孩劇場 周二劇場（赤城米莉亞）

2018年
- マウスどうぶつえん（シマリスのともよ）
- 秩父福至（西武薰子）

2019年
- 拳願阿修羅（吳迦樓羅）
- ANOTHER WORLD（喜歡貓的同班同學）

2021年
- 終末的女武神（格蕾）
- IDOL LAND 星光樂園（卡拉拉）

2022年
- 小太郎一個人生活（螢）
- 電馭叛客：邊緣行者（蕾貝卡）

2023年
- 終末的女武神II（格蕾[56]）

2024年
- T·P時光特警（安川ユミ子[57]）

2025年
- 終末的女武神III（格蕾[58]）

### 遊戲
2013年
- 偶像大師 灰姑娘女孩（赤城米莉亞）

2015年
- 問答RPG 魔法使與黑貓維茲（愛莉葉塔·多娃）
- 結城友奈是勇者 樹海的記憶（犬吠埼樹）
- 偶像大師 灰姑娘女孩 星光舞台（赤城米莉亞）
- 血源诅咒（亚楠的少女）
- 無夜國度（克里絲特弗蘿絲）

2016年
- 女友伴身邊（♪）（高良美海）
- Ragna Strike Angels（姊守綾乃）
- バンドやろうぜ！（マイリー／望）
- 少女前線（P7）
- 戰艦少女R（基靈、鳥海、隼鷹）
- 緋夜傳奇（莫亞娜）

2017年
- BanG Dream! 少女樂團派對（米歇爾／奧澤美咲）
- 無雙☆群星大會串（克里絲特弗蘿絲）
- 無夜國度2 新月新娘（克里絲特弗蘿絲）

2018年
- CLOSERS（露娜）
- 永恆冒險（亞莓）

2019年
- 明日方舟 (阿米娅)
- 重裝戰姬 (小林湯圓／妮婭)
- 聖火降魔錄 風花雪月 (蘇諦斯)
- 聖火降魔錄 英雄雲集 (蘇諦斯)
- AI：夢境檔案 (沖埔瑞希)

2020年
- 任天堂明星大亂鬥 特別版（蘇諦斯）

2021年
- 緋紅結繫（遙·弗雷澤）
- 魔物獵人物語2 ～破滅之翼～ （艾娜）
- 薑餅人王國（芒果餅乾）
- 閃耀幻想曲（土岐綾乃）

2022年
- 怪物彈珠（琵莉卡）
- 靈魂駭客2 （林檎）
- AI：夢境檔案 涅槃肇始 (伊達瑞希／解接)

2023年
- 宿命迴響（月光）

2024年
- 鋼彈創壞者4（Reco）[59]
- Muse Dash（阿米婭）

2025年
- 麻雀一番街（黑子&白子／藤原彩）
- 水族館不會跳舞（蘇絲）

未知時期
- 二重螺旋（瑪爾潔）

### PV
- Sound Horizon 6th Story CD 『Moira』 冥王 -Θανατος- 音樂電台 - アルテミシア（幼年期） 役
- 不要欺負我，長瀞同學（長瀞同學）

### CM
- Tama Home.Co.Ltd.
- Mizkan

## 音樂作品

### 歌手名義參加歌曲
| 發售日   | 商品名稱                                               | 演唱                                                                                       | 歌曲                                         | 備註                                                       |
| 2010年   | 2010年                                                 | 2010年                                                                                     | 2010年                                       | 2010年                                                     |
| -------- | ------------------------------------------------------ | ------------------------------------------------------------------------------------------ | -------------------------------------------- | ---------------------------------------------------------- |
| 12月15日 | Märchen                                                | Sound Horizon（歌唱：黑澤朋世）                                                            | 「」 「」                                    |                                                            |
| 2013年   |                                                        |                                                                                            |                                              |                                                            |
| 3月6日   | Happy Go Lucky!                                        | 黑澤朋世                                                                                   | 「Happy Go Lucky! 」                         | 電視動畫《DokiDoki！光之美少女》片頭曲                     |
| 3月13日  |                                                        | 工藤真由、黑澤朋世、吉田仁美                                                               | 「（2013Version）」 「」                     | 電影動畫《光之美少女 All Stars New Stage2 心之朋友》主題曲 |
| 7月18日  | DokiDoki！光之美少女 歌唱專輯1 Jump up, GIRLS!         | 黑澤朋世                                                                                   | 「Happy Go Lucky! 」 「 ～Jump up Girls!～」 | 電視動畫《DokiDoki！光之美少女》印象曲                     |
| 9月14日  |                                                        | 吉田仁美、黑澤朋世 with DokiDoki！光之美少女                                               | 「」                                         | 電視動畫《DokiDoki！光之美少女》相關歌曲                   |
| 11月6日  | DokiDoki！光之美少女 歌唱專輯2 ～100%光之美少女DAYS☆～ | 黑澤朋世                                                                                   | 「」                                         | 電視動畫《DokiDoki！光之美少女》印象曲                     |
| 2014年   |                                                        |                                                                                            |                                              |                                                            |
| 1月15日  | DokiDoki！光之美少女 歌唱精選                          | 黑澤朋世                                                                                   | 「Happy Go Lucky!」                          | 電視動畫《DokiDoki！光之美少女》片頭曲                     |
| 1月15日  | DokiDoki！光之美少女 歌唱精選                          | 黑澤朋世                                                                                   | 「～Jump up Girls!～」                       | 電視動畫《DokiDoki！光之美少女》印象曲                     |
| 1月15日  | DokiDoki！光之美少女 歌唱精選                          | 五條真由美、內八重友香、工藤真由、宮本佳那子、茂家瑞季、林桃子、池田彩、吉田仁美、黑澤朋世 | 「2013（Full Version）」                     | 電視動畫《光之美少女系列》相關歌曲                         |

### 角色歌
| 發售日   | 商品名稱                                                                | 演唱名義 | 歌曲                                                                                 | 備註                                                    |
| 2013年   | 2013年                                                                  | 2013年 | 2013年                                                                               | 2013年                                                  |
| -------- | ----------------------------------------------------------------------- | --- | ------------------------------------------------------------------------------------ | ------------------------------------------------------- |
| 5月22日  | THE IDOLM@STER CINDERELLA MASTER 017 赤城米莉亞                         | 赤城米莉亞（黑澤朋世） | 「Romantic Now」                                                                     | 遊戲《偶像大師 灰姑娘女孩》相關歌曲                     |
| 10月2日  | THE IDOLM@STER CINDERELLA MASTER Passion Jewelries! 001                 | 本田未央（原紗友里）、諸星煌梨（松嵜麗）、赤城米莉亞（黑澤朋世）、城崎美嘉（佳村遙）、城崎莉嘉（山本希望） | 「Orange Sapphire」 「 ～jewel parade～」                                            | 遊戲《偶像大師 灰姑娘女孩》相關歌曲                     |
| 10月2日  | THE IDOLM@STER CINDERELLA MASTER Passion Jewelries! 001                 | 赤城米莉亞（黑澤朋世） | 「」                                                                                 | 遊戲《偶像大師 灰姑娘女孩》相關歌曲                     |
| 2014年   |                                                                         | |                                                                                      |                                                         |
| 7月2日   |                                                                         | 延珠（日高里菜）、蒂娜（黑澤朋世） | 「（Cover）」                                                                        | 電視動畫《黑色子彈》相關歌曲                            |
| 10月22日 |                                                                         | BRILLIANT4 | 「」                                                                                 | 電視動畫《甘城輝煌樂園救世主》片尾曲                    |
| 10月22日 | 「FUN!TASY」                                                            | BRILLIANT4 | 電視動畫《甘城輝煌樂園救世主》劇中歌                                                 |                                                         |
| 11月5日  |                                                                         | 讚州中學勇者社 | 「」                                                                                 | 電視動畫《結城友奈是勇者》片頭曲                        |
| 11月5日  | 犬吠埼樹（黑澤朋世）                                                    | 「 acoustic guitar ver.」 | 電視動畫《結城友奈是勇者》片尾曲                                                     |                                                         |
| 11月19日 | Aurora Days                                                             | 讚州中學勇者社 | 電視動畫《結城友奈是勇者》片尾曲                                                     | 「Aurora Days」                                         |
| 11月19日 | 甘城輝煌樂園救世主 角色歌集                                             | BRILLIANT4 | 「」                                                                                 | 電視動畫《甘城輝煌樂園救世主》相關歌曲                  |
| 2015年   |                                                                         | |                                                                                      |                                                         |
| 1月21日  | 結城友奈是勇者 BD、DVD第2卷特典CD                                       | 犬吠埼樹（黑澤朋世） | 「 樹Solo ver.」 「Aurora Days 樹Solo ver.」                                         | 電視動畫《結城友奈是勇者》相關歌曲                      |
| 1月21日  | THE IDOLM@STER CINDERELLA GIRLS ANIMATION PROJECT 00 ST@RTER BEST       | CINDERELLA PROJECT | 「 ～jewel parade～」                                                                | 電視動畫《偶像大師 灰姑娘女孩》相關歌曲                 |
| 2月18日  | THE IDOLM@STER CINDERELLA GIRLS ANIMATION PROJECT 01 Star!!             | CINDERELLA PROJECT | 「Star!!」                                                                           | 電視動畫《偶像大師 灰姑娘女孩》片頭曲                   |
| 4月8日   | THE IDOLM@STER CINDERELLA GIRLS ANIMATION PROJECT 05 LET'S GO HAPPY!!   | [ 成員 5 ] | 「LET'S GO HAPPY!!」 「 Remix-」                                                     | 電視動畫《偶像大師 灰姑娘女孩》片尾曲                   |
| 4月22日  |                                                                         | 席爾菲（黑澤朋世）from BRILLIANT4 | 「」 「［席爾菲Solo ver.］」 「FUN!TASY［席爾菲Solo ver.］」 「［席爾菲Solo ver.］」 | 電視動畫《甘城輝煌樂園救世主》相關歌曲                  |
| 5月13日  |                                                                         | 北宇治四重奏 | 「」                                                                                 | 電視動畫《吹響吧！上低音號》片尾曲                      |
| 5月13日  | 「」                                                                    | 北宇治四重奏 | 電視動畫《吹響吧！上低音號》相關歌曲                                                 |                                                         |
| 5月13日  | THE IDOLM@STER CINDERELLA GIRLS ANIMATION PROJECT 08 GOIN'!!!           | CINDERELLA PROJECT | 「GOIN'!!!」 「」                                                                    | 電視動畫《偶像大師 灰姑娘女孩》插入曲                   |
| 5月29日  | 月歌。10月 伊地崎麗奈                                                   | 伊地崎麗奈（黑澤朋世） | 「Sugar★Sugar★MAGiC★」 「Praying for your smile」                                    | 《月歌。》相關歌曲                                      |
| 7月1日   | 吹響吧！上低音號 角色歌 vol.1 黃前久美子                                | 黃前久美子（黑澤朋世） | 「Euphony」 「BrushUp × BrassUp」                                                    | 電視動畫《吹響吧！上低音號》相關歌曲                    |
| 8月5日   | THE IDOLM@STER CINDERELLA GIRLS ANIMATION PROJECT 2nd season 01 Shine!! | CINDERELLA PROJECT | 「Shine!!」                                                                          | 電視動畫《偶像大師 灰姑娘女孩》片頭曲                   |
| 9月12日  | THE IDOLM@STER CINDERELLA GIRLS 鳥栖砂岩 支援歌曲                       | 赤城米莉亞（黑澤朋世）、緒方智繪里（大空直美）、城崎美嘉（佳村遙）、脇山珠美（嘉山未紗） | 「」                                                                                 | 《鳥栖砂岩》支援歌曲                                    |
| 9月23日  | THE IDOLM@STER CINDERELLA GIRLS ANIMATION PROJECT 2nd Season 02         | with 城崎美嘉（佳村遙） | 「」                                                                                 | 電視動畫《偶像大師 灰姑娘女孩》片尾曲                   |
| 9月23日  | THE IDOLM@STER CINDERELLA GIRLS ANIMATION PROJECT 2nd Season 02         | [ 成員 5 ] | 「 Remix-」                                                                          | 電視動畫《偶像大師 灰姑娘女孩》相關歌曲                 |
| 10月1日  | 無夜國度 Official Sound Track                                           | （黑澤朋世） | 「arietta」                                                                          | 遊戲《無夜國度》相關歌曲                                |
| 11月25日 | THE IDOLM@STER CINDERELLA GIRLS ANIMATION PROJECT 2nd Season 07         | CINDERELLA PROJECT | 「M@GIC☆」                                                                           | 電視動畫《偶像大師 灰姑娘女孩》插入曲                   |
| 11月25日 | THE IDOLM@STER CINDERELLA GIRLS ANIMATION PROJECT 2nd Season 07         | CINDERELLA PROJECT | 「」                                                                                 | 電視動畫《偶像大師 灰姑娘女孩》片尾曲                   |
| 2016年   |                                                                         | |                                                                                      |                                                         |
| 3月2日   | 結城友奈是勇者 character songs                                          | 犬吠埼樹（黑澤朋世） | 「」                                                                                 | 電視動畫《結城友奈是勇者》相關歌曲                      |
| 3月2日   | 結城友奈是勇者 character songs                                          | 讚州中學勇者社 | 「」                                                                                 | 電視動畫《結城友奈是勇者》相關歌曲                      |
| 6月22日  | THE IDOLM@STER CINDERELLA GIRLS STARLIGHT MASTER 03                     | 佐佐木千枝（今井麻夏）、櫻井桃華（照井春佳）、市原仁奈（久野美咲）、龍崎薰（春瀨夏實）、赤城米莉亞（黑澤朋世） | 「」                                                                                 | 遊戲《偶像大師 灰姑娘女孩 星光舞台》相關歌曲            |
| 7月27日  | Field Trip!!                                                            | Liko（黑澤朋世） | 「Field Trip!!」                                                                     | 電視動畫《Active Raid－機動強襲室第八係－ 2nd》片尾曲   |
| 7月27日  | Field Trip!!                                                            | Liko（黑澤朋世） | 「」                                                                                 | 電視動畫《Active Raid－機動強襲室第八係－ 2nd》相關歌曲 |
| 9月16日  | Night Before Halloween                                                  | 伊地崎麗奈（黑澤朋世） | 「Night Before Halloween」 「Noir Grimoire」                                         | 《月歌。》相關歌曲                                      |
| 11月2日  |                                                                         | 北宇治四重奏 | 「」                                                                                 | 電視動畫《吹響吧！上低音號2》片尾曲                     |
| 11月2日  | 「LINK UP!!!」                                                          | 北宇治四重奏 | 電視動畫《吹響吧！上低音號2》相關歌曲                                                |                                                         |
| 2017年   |                                                                         | |                                                                                      |                                                         |
| 1月25日  | THE IDOLM@STER CINDERELLA GIRLS VIEWING REVOLUTION Yes! Party Time!!    | 島村卯月（大橋彩香）、澀谷凜（福原綾香）、本田未央（原紗友里）、赤城米莉亞（黑澤朋世）、安部菜菜（三宅麻理惠） | 「Yes! Party Time!!（M@STER VERSION）」 「Yes! Party Time!!（VR VERSION）」          | 遊戲《偶像大師 灰姑娘女孩 鑑賞革命》相關歌曲            |
| 2月8日   | THE IDOLM@STER CINDERELLA MASTER EVERMORE                               | 島村卯月（大橋彩香）、澀谷凜（福原綾香）、本田未央（原紗友里）、赤城米莉亞（黑澤朋世）、安部菜菜（三宅麻理惠）、神崎蘭子（內田真禮）、小日向美穗（津田美波）、城崎美嘉（佳村遙）、城崎莉嘉（山本希望）、高垣楓（早見沙織）、多田李衣菜（青木瑠璃子）、新田美波（洲崎綾）、雙葉杏（五十嵐裕美）、前川未來（高森奈津美）、諸星煌梨（松嵜麗） | 「 ～jewel parade～」                                                                | 遊戲《偶像大師 灰姑娘女孩 星光舞台》相關歌曲            |

### 其他參加歌曲
| 發售日   | 商品名稱 | 演唱名義   | 歌曲                       | 備註                                         |
| 2015年   | 2015年   | 2015年     | 2015年                     | 2015年                                       |
| -------- | -------- | ---------- | -------------------------- | -------------------------------------------- |
| 12月28日 |          | FIVE STARS | 「」 「Twinkle Collector」 | 廣播節目《A&G NEXT BREAKS FIVE STARS》主題曲 |

### 團體成員
1. ↑  生天目仁美、壽美菜子、淵上舞、宮本佳那子、釘宮理惠
2. 1 2 3  繆絲（相坂優歌）、席爾菲（黑澤朋世）、珂玻莉（三上枝織）、莎蘿曼（津田美波）
3. 1 2 3  照井春佳、三森鈴子、內山夕實、黑澤朋世、長妻樹里
4. 1 2 3 4  島村卯月（大橋彩香）、澀谷凜（福原綾香）、本田未央（原紗友里）、雙葉杏（五十嵐裕美）、三村加奈子（大坪由佳）、城崎莉嘉（山本希望）、神崎蘭子（內田真禮）、前川未來（高森奈津美）、諸星煌梨（松嵜麗）、多田李衣菜（青木瑠璃子）、赤城米莉亞（黑澤朋世）、新田美波（洲崎綾）、緒方智繪里（大空直美）、安娜斯塔西婭（上坂堇）
5. 1 2 3  城崎莉嘉（山本希望）、諸星煌梨（松嵜麗）、赤城米莉亞（黑澤朋世）
6. 1 2  黃前久美子（黑澤朋世）、加藤葉月（朝井彩加）、川島綠輝（豐田萌繪）、高坂麗奈（安濟知佳）
7. ↑  黑澤朋世、深川芹亞、田中美海、松田利冴、吉田有里

## 外部連結
- 事務所官方簡介 （页面存档备份，存于）
- 舊事務所官方簡介（页面存档备份，存于）（日語）
- 官方部落格（页面存档备份，存于）（日語）
- 黑澤朋世的X（前Twitter）（日語）